# U-410
El submarí alemany U-410 va ser un submarí tipus VIIC construït per a la Kriegsmarine de l'Alemanya nazi durant la Segona Guerra Mundial, operant principalment al Mediterrani. La seva insígnia era una espasa i un escut, i no va patir cap baixa fins que va ser enfonsat.
L'U-410 va ser comandat per primera vegada pel Kapitänleutnant Kurt Sturm durant el seu període de posada a punt/entrenament i en la seva primera patrulla abans de ser comandat per Horst-Arno Fenski per a les seves sis patrulles de combat. L'U-410 va enfonsar set mercants, un vaixell de desembarcament, tanc (LST); i un creuer lleuger durant la Segona Guerra Mundial. Pels seus èxits, Fenski va rebre la Creu de Cavaller.

## Disseny

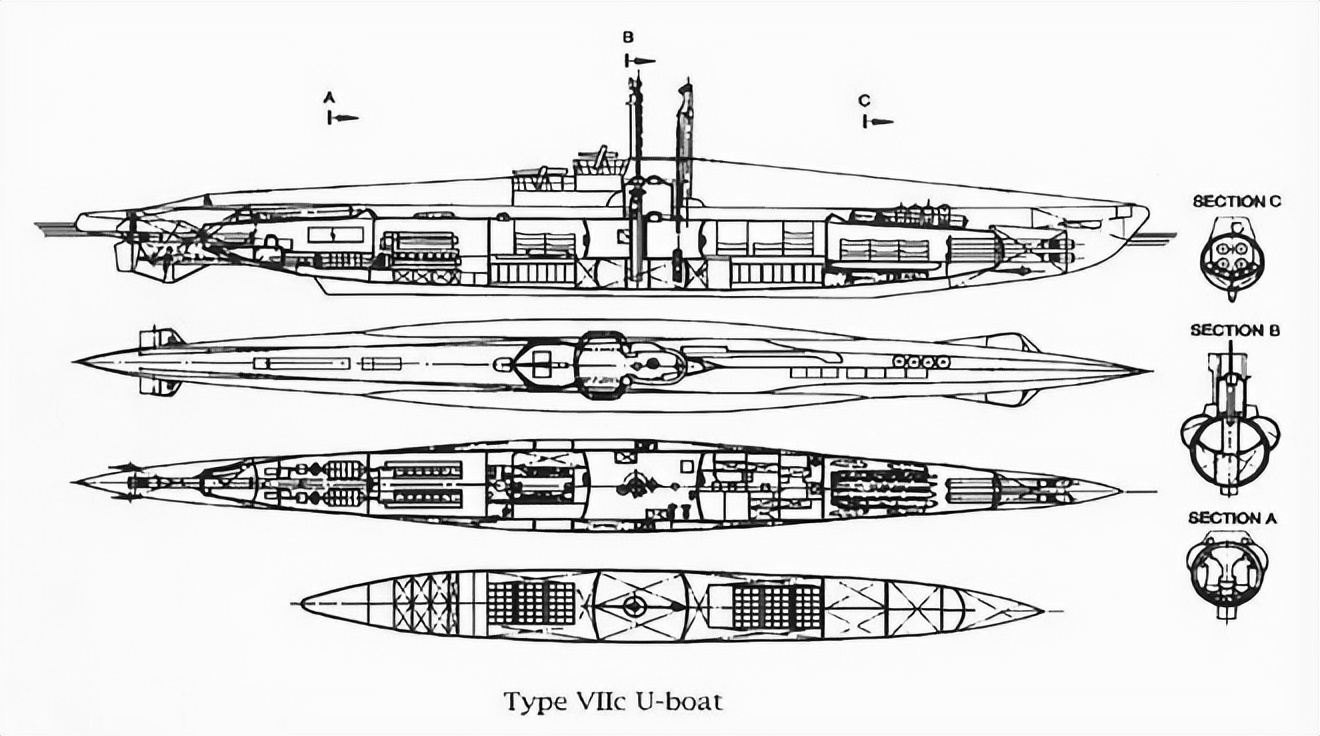
Tall en secció d'un submarí Tipus VIIC

Els submarins alemanys de tipus VIIC van ser precedits pels submarins de tipus VIIB més curts. L'U-410 tenia un desplaçament de 769 tones (757 tones llargues) quan estava a la superfície i de 871 tones (857 tones llargues) mentre estava submergit. Tenia una longitud total de 67,10 m (220 peus 2 polzades), una longitud del casc a pressió de 50,50 m (165 peus 8 polzades), una mànega de 6,20 m (20 peus 4 polzades), una alçada de 9,60 m (31 peus 6 polzades) i un calat de 4,74 m (15 peus 7 polzades). El submarí estava propulsat per dos motors dièsel sobrealimentats de sis cilindres i quatre temps Germaniawerft F46, produint un total de 2.800 a 3.200 cavalls de potència (2.060 a 2.350 kW; 2.760 a 3.160 shp) per al seu ús a la superfície, dos motors elèctrics de doble efecte Siemens-Schuckert GU 343/38–8 que produïen un total de 750 cavalls de potència (75500 kW); shp) per utilitzar-lo submergit. Tenia dos eixos i dues hèlixs d'1,23 m (4 peus). El vaixell era capaç d'operar a profunditats de fins a 230 metres (750 peus).
El submarí tenia una velocitat màxima en superfície de 17,7 nusos (32,8 km/h; 20,4 mph) i una velocitat màxima submergida de 7,6 nusos (14,1 km/h; 8,7 mph). Quan estava submergit, el vaixell podia operar durant 80 milles nàutiques (150 km; 92 milles) a 4 nusos (7,4 km/h; 4,6 mph); mentre que a la superfície podia viatjar 8.500 milles nàutiques (15.700 km; 9.800 milles) a 10 nusos (19 km/h; 12 mph).
L'U-410 estava equipat amb cinc tubs de torpedes de 53,3 cm (21 polzades) (quatre muntats a la proa i un a la popa), catorze torpedes, un canó naval SK C/35 de 8,8cm (3,46 polzades), 220 projectils i un canó antiaeri C/30 de 2 cm (0,79 polzades). El vaixell tenia una tripulació de d'entre 44 i 60 oficials i mariners.
Portava dues balses de goma amb capacitat de vuit homes, un de sis i 58 d'un sol home.

## Historial de servei
L'U-410 va ser ordenat per la Kriegsmarine el 30 d'octubre de 1939. Se li va col·locar la quilla a la drassana de Danziger Werft a Danzig el 9 de gener de 1941 i avarat el 14 d'octubre de 1941. Va ser comissionat formalment a la Kriegsmarine el 23 de febrer de 1942.

### 1a i 2a patrulles
L'U-410 va sortir de Kiel el 27 d'agost de 1942 per a la seva primera patrulla. L'U-boat, sota el comandament del Kapitänleutnant Kurt Sturm, va enfonsar el Newton Pine britànic al mig de l'Atlàntic. Després va arribar a St. Nazaire a França el 28 d'octubre de 1942, després de 63 dies al mar.
La seva segona sortida no va ser tan productiva; després de 33 dies va tornar a la seva base francesa amb les mans buides.

#### Rescat de supervivents del MV Rhakotis
El 2 de gener de 1943, l'U-410 va rescatar 80 supervivents del corredor de bloqueig alemany MV Rhakotis després que fos enfonsat per l'HMS Scylla. Els supervivents van ser retornats a St. Nazaire l'endemà. Entre els supervivents hi havia dos anglesos que van rebre una guàrdia especial.

### 3a i 4a patrulles
La seva tercera incursió va ser més productiva i va incloure l'enfonsament del vaixell britànic Fort Battle River el 6 de març de 1943. També va danyar un altre vaixell britànic en el mateix enfrontament, el Fort Paskoyac. Tots dos vaixells van ser atacats al sud-oest de Portugal. El submarí va tornar a St. Nazaire el 27 de març de 1943.
La seva quarta sortida va incloure el trànsit per l'estret de Gibraltar, fortament defensat. Va arribar a La Spezia a Itàlia el 13 de maig de 1943, després d'haver sortit de St. Nazaire el 26 d'abril.

### 5a i 6a patrulles
L'U-410 va sortir de La Spezia el 7 d'agost de 1943 i va atacar el comboi UGS-14 davant de la costa algeriana. Llançant tres torpedes en una "extensió", va colpejar i enfonsar dos vaixells nord-americans, John Bell i Richard Henderson el 26 d'agost de 1943. Després va navegar a Toulon a França, i va arribar el 30 d'agost.
L'U-boat va intentar interrompre els desembarcaments a Anzio, enfonsant un creuer lleuger britànic i una LST nord-americana.

### Enfonsament de l'HMS Penelope

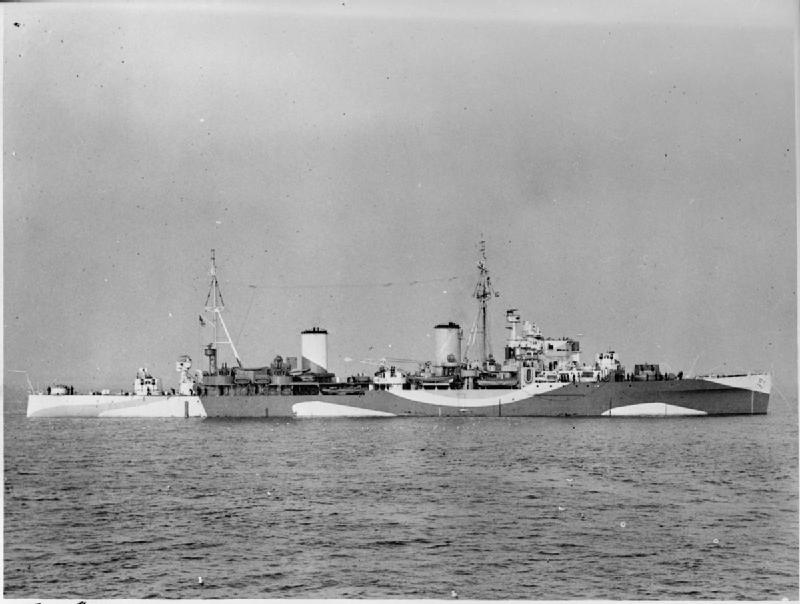
HMS Penelope

El 18 de febrer de 1944, l'HMS Penelope, sortia de Nàpols per tornar a l' àrea d'Anzio quan va ser torpedinat a 40° 33′ N, 13° 15′ E / 40.55°N,13.25°E per l'U-410. Un torpede va colpejar el creuer britànic a la sala de màquines de popa; setze minuts més tard, l'U-410 va disparar un altre torpede que va colpejar el Penelope a la seva sala de calderes, provocant que s'enfonsés immediatament. 415 membres de la tripulació, inclòs el capità, van enfonsar-se amb el vaixell. Hi va haver 206 supervivents. El creuer anava a 26 nusos (48 km/h; 30 mph) quan va ser colpejat, el vaixell més ràpid mai atacat amb èxit per un submarí.

### Enfonsament de l'USS LST-348
El 20 de febrer de 1944, l'LST-348 (vaixell de desembarcament, tanc) tornava de Sicília, donant suport a l'operació Shingle i aproximadament a 40 milles al sud de Nàpols quan va ser descoberta per l'U-410, que va disparar dos torpedes al voltant de les 02:00 hores. Tots dos van colpejar el vaixell a babor, es va enfonsar 20 minuts després.

### Pèrdua
L'11 de març de 1944, durant un atac aeri al port de Toló per part de la USAAF, l'U-410 juntament amb l'U-380 van quedar tan greument danyats que es van declarar que no operavtius. L' Oberleutnant zur See Fenski i la seva tripulació es van traslladar a l'U-371, que es va perdre cap a les 04:00 del 4 de maig de 1944 en una batalla amb vaixells de guerra aliats. Tres membres de la tripulació van morir mentre preparaven la destrucció del vaixell, però Fenski va sobreviure i va passar dos anys en un campament de presoners nord-americà.

### Comandants
- Kapitänleutnant Kurt Sturm (23 de febrer de 1942 – 4 de febrer de 1943)
- Oberleutnant zur See Horst-Arno Fenski (5 de febrer de 1943 – 11 de març de 1944)

### Flotillas
- 5a Flotilla d'U-boat - 23 de febrer de – 31 d'agost de 1942
- 7a Flotilla d'U-boat - 1 de setembre de 1942 – 31 de maig de 1943
- 29a Flotilla d'U-boat - 1 de juny de 1943 – 11 de març de 1944

### Llopades
L'U-410 va formar part de les següents llopades:
| Nom           | De                     | A                      |
| ------------- | ---------------------- | ---------------------- |
| Lohs          | 13 de setembre de 1942 | 22 de setembre de 1942 |
| Blitz         | 22 de setembre de 1942 | 26 de setembre de 1942 |
| Tiger         | 26 de setembre de 1942 | 29 de setembre de 1942 |
| Letzte Ritter | 29 de setembre de 1942 | 1 d'octubre de 1942    |
| Wotan         | 5 d'octubre de 1942    | 17 d'octubre de 1942   |
| Raufbold      | 11 de desembre de 1942 | 20 de desembre de 1942 |
| Robbe         | 16 de febrer de 1943   | 13 de març de 1943     |

## Resum de l'historial d'atacs
| Data                   | Nom                 | Nationalitat                       | Tonatge | Destí        |
| ---------------------- | ------------------- | ---------------------------------- | ------- | ------------ |
| 11 d'octubre de 1942   | Newton Pine         | Regne Unit                         | 4,212   | Enfonsat     |
| 6 de març de 1943      | Fort Battle River   | Regne Unit                         | 7,133   | Enfonsat     |
| 6 de març de 1943      | Fort Paskoyac       | Regne Unit                         | 7,134   | Danyat       |
| 26 d'agost de 1943     | John Bell           | Estats Units                       | 7,242   | Enfonsat     |
| 26 d'agost de 1943     | Richard Henderson   | Estats Units                       | 7,194   | Enfonsat     |
| 26 de setembre de 1943 | Christian Michelsen | Noruega                            | 7,176   | Enfonsat     |
| 1 d'octubre de 1943    | MV Empire Commerce  | Regne Unit                         | 3,722   | Pèrdua total |
| 1 d'octubre de 1943    | Fort Howe           | Regne Unit                         | 7,133   | Enfonsat     |
| 15 de febrer de 1944   | Fort St. Nicholas   | Regne Unit                         | 7,154   | Enfonsat     |
| 18 de febrer de 1944   | HMS Penelope        | Royal Navy                         | 5,270   | Enfonsat     |
| 20 de febrer de 1944   | USS LST-348         | Marina dels Estats Units d'Amèrica | 1,625   | Enfonsat     |